# Glenea semiluctuosa
Glenea semiluctuosa là một loài bọ cánh cứng trong họ Cerambycidae.